# Sportrevolver

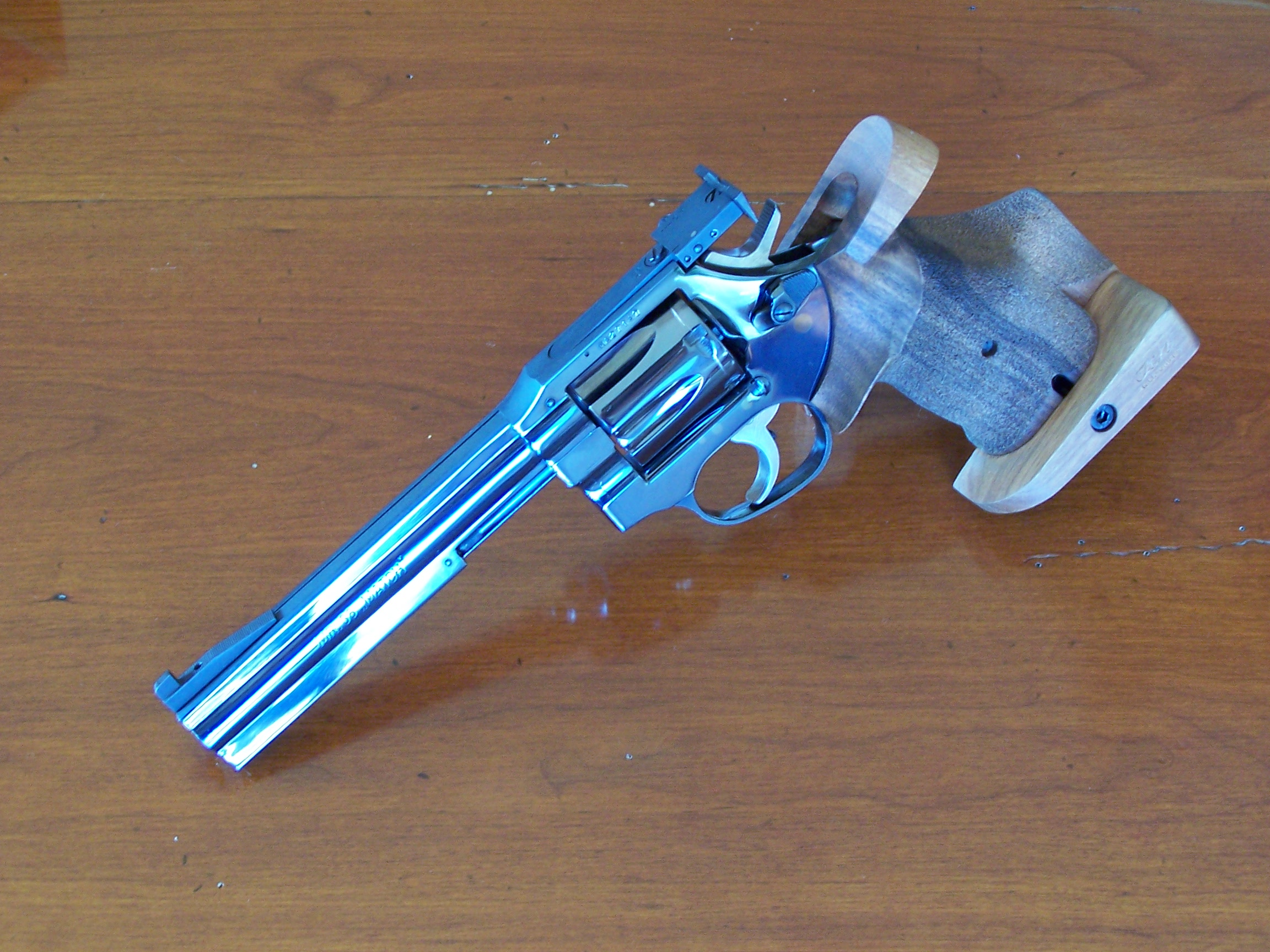
Sportrevolver MR 38 mit Nill-Formgriff und Match-Visierung

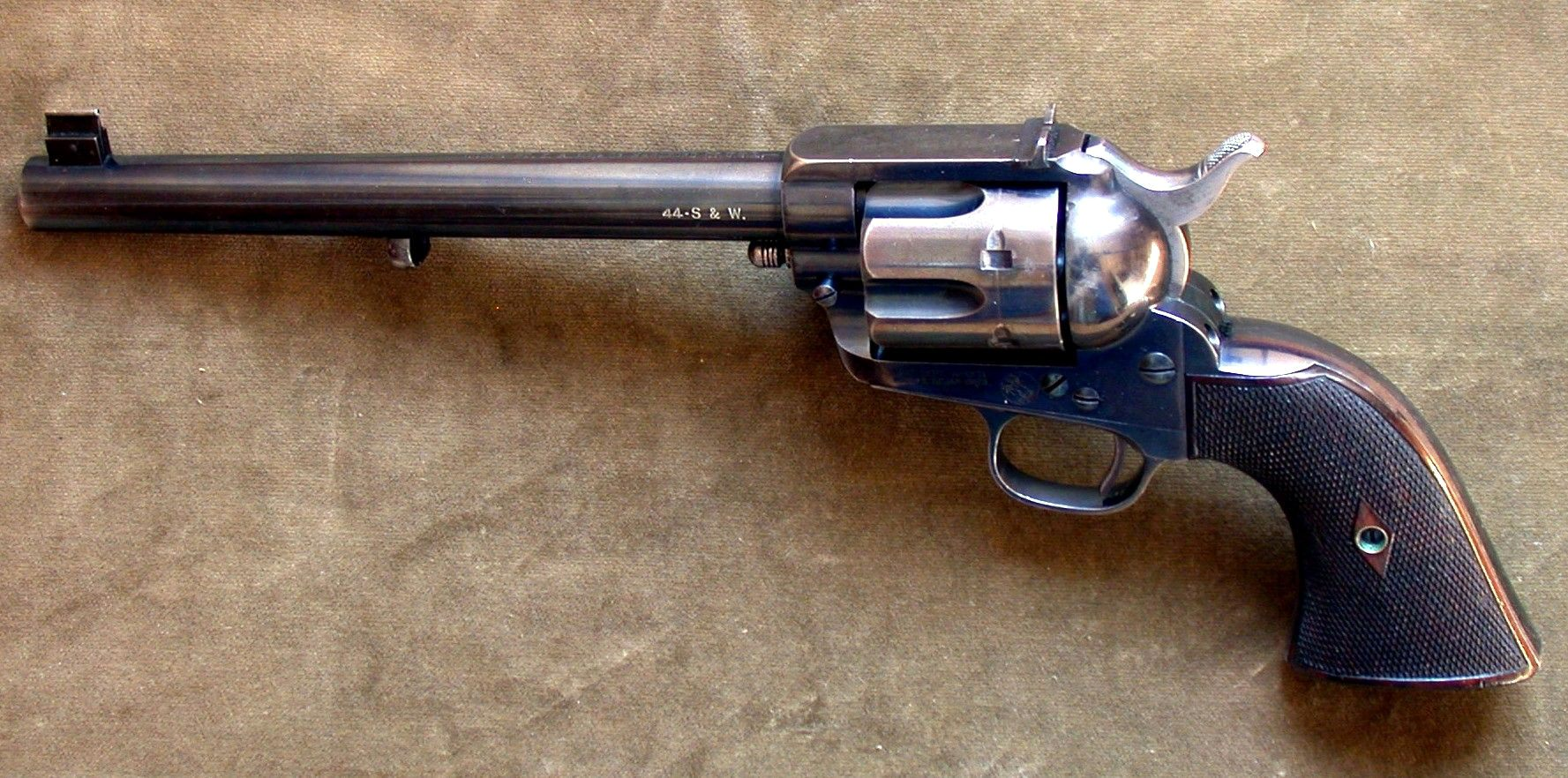
Colt SAA Flattop Target

Ein Sportrevolver ist eine Sportwaffe in Form eines Revolvers, die speziell für das Sportschießen angepasst ist. Ein Sportrevolver unterscheidet sich von anderen Revolvern zum Beispiel durch eine unterschiedliche Visierung (umfangreiche Einstellmöglichkeiten, verlängerte Visierlinie, höherer Visieraufbau etc.), in weiten Bereichen modifizierbares Abzugsgewicht (deutlich unterhalb desjenigen von Gebrauchsrevolvern) oder anatomisch geformte Griffschalen mit Verstellmöglichkeiten. Es kann sich um angepasste Gebrauchsrevolver handeln oder auch um speziell als Sportrevolver konzipierte Waffen. Als Sportwaffe sind Revolver heute ungebräuchlich und es werden stattdessen Sportpistolen eingesetzt, da bei diesen die Notwendigkeit entfällt, zum Spannen des Hahns mit der unterstützenden Hand umgreifen zu müssen; im Leistungsbereich werden fast ausschließlich Pistolen eingesetzt. In verschiedenen Schießverbänden existieren mittlerweile eigene Revolverdisziplinen.

## Kaliber und Disziplinen
Beim Deutschen Schützenbund gibt es verschiedene Disziplinen, in denen mit einem Sportrevolver geschossen werden kann. Verwendet werden die Kaliber .22 lfb sowie .38 Special, .357 MAG und .44 MAG (u. a. in der Disziplin „Großkaliberpistole/Großkaliberrevolver“).

## Hersteller
Bekannte Hersteller sind:
- Smith & Wesson (USA)
- Colt (USA), Colt Shooting Master, Colt Python, Colt SAA Flat Top Target
- Ruger (USA)
- Taurus, Rossi (Brasilien)
- Manurhin (Frankreich)
- Weihrauch (Deutschland)
- Janz (Deutschland)
- Korth (Deutschland)